# Françoise de Lansac
Françoise de Lansac, född 1582, död 1657, var en fransk hovfunktionär. Hon var guvernant till Frankrikes barn och som sådan guvernant till kung Ludvig XIII av Frankrikes barn.

## Biografi
Françoise de Lansac var dotter till Gilles de Souvré, Marquis de Courtanvaux, Baron de Lezines, och Françoise de Bailleul, Dame de Renouard-en-Normandie. Hon var släkt med kardinal Richelieu. Hon gifte sig 1601 med Artus de Saint Gelais.
År 1638 omorganiserade kungen och kardinal Richelieu en stor del av drottningens hushåll och ersatte de flesta av dess funktionärer med personer som var lojala mot dem och förväntades hålla drottningen under uppsikt. När kungaparets första barn föddes samma år, utsågs Françoise de Lansac till dess första guvernant på grund av sin lojalitet mot kardinalen och kungen.
När kungen avled 1643 och drottningen blev regent avskedades Françoise de Lansac och ersattes med Marie-Catherine de Senecey. 